# Gnosippus yemenensis
Gnosippus yemenensis är en spindeldjursart som beskrevs av Karsch 1880. Gnosippus yemenensis ingår i släktet Gnosippus och familjen Daesiidae. Inga underarter finns listade i Catalogue of Life.